# Ad Pirum
Ad Pirum est une forteresse romaine bâtie dans la seconde moitié du IIIe siècle et située sur le plateau de Hrušica, aujourd'hui en Carniole-Intérieure (Slovénie), à environ 860 m d'altitude. C'est le point culminant de la route menant de la vallée de la Vipava, à l'ouest du plateau, à Logatec à l'est. 
Elle faisait partie des Claustra Alpium Iuliarum, système de défense de l'Italie contre les invasions venues de Pannonie (bassin du Danube), et en constituait le point d'appui central. Cette barrière n'arrêta ni les Wisigoths, ni les Lombards, ni les Huns.
Elle surveillait la grande route allant d'Aquilée (à environ 65 km) à Emona (aujourd'hui Ljubljana, à 40 km), construite à l'époque d'Auguste, qui était peut-être la via Gemina.
En 333, l'anonyme de Bordeaux y passa sur la route de Jérusalem et nota sur son itinéraire : ad Pirum Summas Alpes. Ce qui correspond également à la position de ce fort à un col des Alpes juliennes. 
Le nom signifie Au Poirier et subsiste dans la toponymie moderne.

## Description

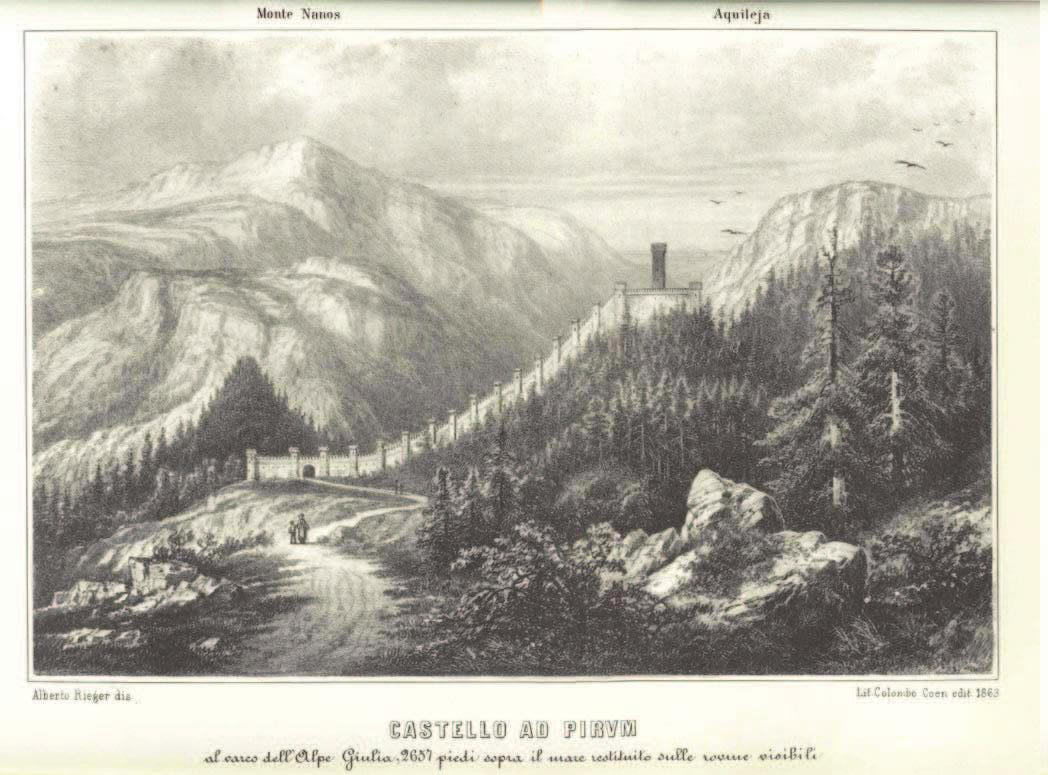

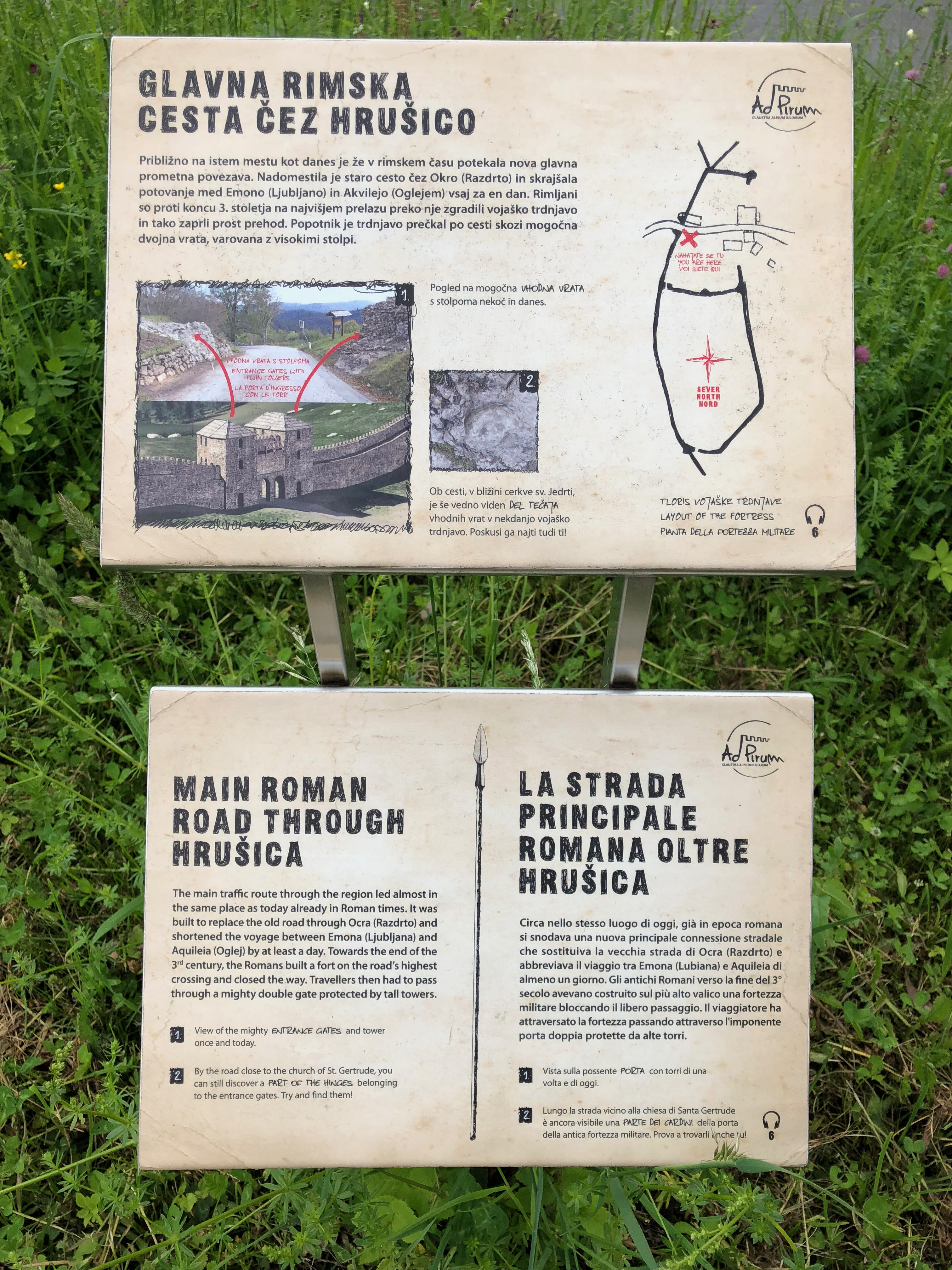
La via Gemina était contrôlée à l'entrée du fort d'Ad Pirum par deux hautes tours.

Le fort est une structure allongée qui épouse la forme du relief au-dessus du col. 
Un mur transversal divisait l’intérieur du fort. La partie supérieure n'était pas habitée en raison du terrain escarpé. La partie inférieure était traversée en son milieu par la voie romaine (via Gemina). 
Le fort comportait deux murailles aux vestiges bien conservés, une à l'extrémité nord et l'autre à l'extrémité sud, tous deux incorporant des tours, y compris une tour servant de porte d'accès. 
Le mur barrière qui court vers le nord-ouest mesure 620 m de long et comprend deux tours, tandis que l’autre menant au sud-mesure 1 011 m de long comporte une tour contrôlant l’accès, ainsi que cinq autres tours.  Ce mur d'enceinte avait une hauteur de 8 mètres et une épaisseur de 2 mètres ; comme l'attestent les fondations. L'entrée de la forteresse, qui donnait vers l'est, était protégée par deux tours d'une hauteur de 10 mètres.
La partie inférieure du fort couvre une superficie  d’un demi hectare dont la moitié convient pour la construction. Les fouilles y ont mis au jour les restes de treize bâtiments, ainsi que deux citernes et deux fours à chaux (datant du IIe au début du Ve siècle). Cependant, seuls trois bâtiments (IIe siècle), sept (IVe siècle) ou au plus huit bâtiments (IIIe siècle) étaient utilisés simultanément. La période de la construction et de la destruction de bâtiments individuels a été largement établie sur la base des 1 172 pièces romaines trouvées, tandis que la fonction exacte des bâtiments n'a pas été déterminée. 
Le fort, installé au col à 860 mètres d’altitude, constituait une halte sécurisée pour les voyageurs du cursus publicus mais aussi pour les biens qui circulaient sur la via Gemina entre Aquilée et Emona. 
Ce fort constituait aussi un point de contrôle aisé, car il était difficile d'éviter ce point de passage à moins de faire de grands et longs détours.
Par ailleurs, sa vocation de défense contre les barbares venus de l'est est manifeste de par le choix de sa position : la pente était douce venant de l'ouest mais par contre raide en arrivant depuis Emona et Longaticum (Logatec aujourd'hui). Le fort pouvait accueillir une garnison de 500 soldats voire plus en périodes troublées.
Une chapelle a été construite sur le site au Moyen Âge.

## Castrumcertesmais mutatio, mansio?
Le rôle défensif d'Ad Pirum est établi. C'est bien un fort qui verrouille l'accès au plateau de Hrušica.
Par contre, certains auteurs y voient un rôle complémentaire au titre du cursus publicus pour accueillir les voyageurs. 
L'anonyme de Bordeaux, contrairement à son habitude, n’a pas défini de type de halte pour le fort. Il a juste noté : Ad Pirum Summas Alpes à 9 milles de la mutatio Castra (Ajdoviscina). La mansio suivante est Longatico (Logatec) à 10 milles. Compte tenu du départ d’Aquilée et des 3 mutationes précédant Ad Pirum (Ad undecimum (11 milles), Ad Fornolus (12 milles) et Castra (12 milles), une des trois a servi de mansio, c’est très probablement Castra.  Les arrêts sur la via Gemina depuis Aquilée pouvaient correspondre à une étape de 35 milles jusqu’à Castra, pour une bonne partie sur un terrain avec peu de dénivelé, puis 19 milles jusqu’à Longatico (19 milles), avec le franchissement du col, et 19 autres milles jusqu’à Emona.
Les fouilles archéologiques n’ont pas mis en évidence des bâtiments de type mutatio à l'intérieur du fort y compris les plus récentes.  Cependant, en 1917, l’archéologue Walter Schmid y avait décrit les bâtiments d’une mutatio (écuries et dépendances). Ces bâtiments n'ont pas été retrouvés par les archéologues des années 1970. L’hypothèse actuelle est que ces bâtiments n’étaient pas dans le fort mais à proximité. Une halte pour changer de chevaux au col est très plausible. Cependant, la proximité de Longatico (10 milles en descente) condamne l'usage d'Ad Pirum comme mansio.

## Musée
Une petite exposition, qui est une antenne du Musée national de Slovénie, est proposée dans l'auberge (Stara pošta Inn). Elle présente le site d'Ad Pirum, avec des objets découverts sur le site, et le système de fortifications des Claustra Alpium Iuliarum.